# 正太
正太通常指可爱的男孩子。普遍而言，外形是男孩，且符合“萌”这一特征的都可被归为“正太”之列。现今，能用“正太”形容的对象，可以是动画角色等二次元人物，也可以是偶像、艺人等三次元人物。